# Karen Arajewitsch Swassjan

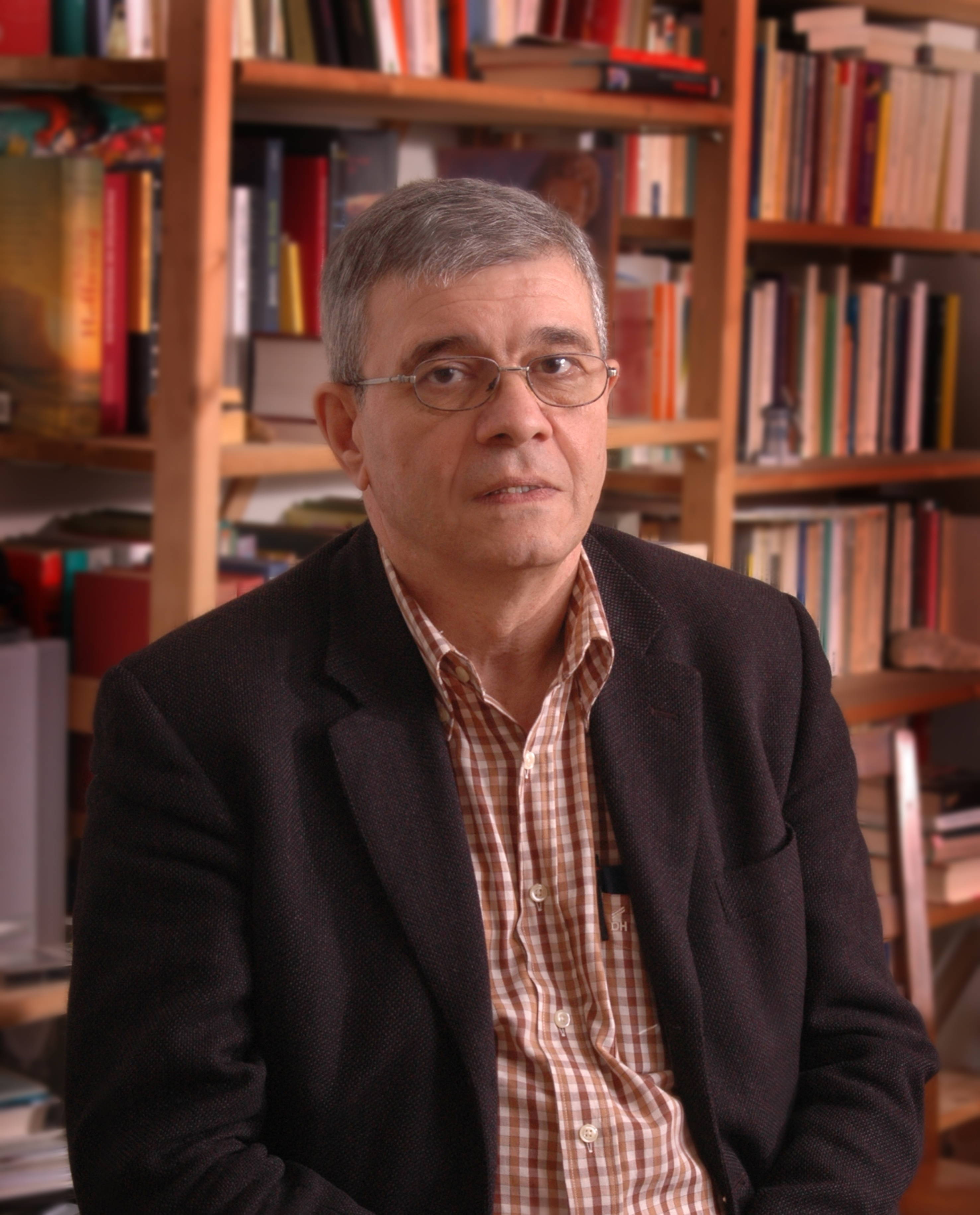
Karen Swassjan (2006)

Karen Arajewitsch Swassjan (russisch Каре́н Ара́евич Свасья́н, wissenschaftliche Transliteration: Karen Araevič Svas’jan, armenisch Կարեն Սվասյան) (* 2. Januar 1948 in Tiflis; † 9. September 2024 in Basel) war ein armenischstämmiger Philosoph, Literaturwissenschaftler, Kulturhistoriker und Anthroposoph.

## Leben und Werk
Karen Swassjan studierte Philosophie sowie englische und französische Philologie in Jerewan und promovierte mit einer Arbeit über Bergson. 1981 erfolgte seine Habilitation über Das Problem des Symbols in der modernen Philosophie.
Er war Professor für Philosophie, Kulturgeschichte und Ästhetik an der Staatlichen Universität Jerewan. Daneben trat er als Übersetzer ins Russische und Herausgeber von Werken Nietzsches (der ersten nachrevolutionären russischen Nietzsche-Ausgabe), Spenglers (Der Untergang des Abendlandes) und Rilkes (Die Sonette an Orpheus) hervor.
Er war Autor zahlreicher Bücher zu Philosophie und Anthroposophie, Literatur, Kultur- und Wissenschaftsgeschichte, darunter einer im russischsprachigen Raum weit verbreiteten Goethe-Biographie, einer Geschichte der europäischen Wissenschaft und des Werks Goethes philosophische Weltanschauung sowie von Büchern über Nietzsche, Spengler, Husserl und Cassirer. Dazu kamen zahlreiche deutschsprachige Publikationen, insbesondere zu anthroposophischen Themen.
Karen Swassjan war 1997 Gastprofessor an der Universität Innsbruck. Ab 1993 lebte er als freier Schriftsteller und Dozent in Basel.

### Bedeutung im russischsprachigen und armenischen Raum
Während die seit seiner Übersiedlung in die Schweiz entstandenen deutschsprachigen Werke Swassjans vornehmlich anthroposophischen Themen gewidmet sind, publizierte er weiterhin auch in Armenien und Russland, wo er als einer der profiliertesten Philosophen und literarischen Übersetzer seiner Generation gilt.
In der renommierten "Russischen Virtuellen Bibliothek" RVB.ru ist Swassjans Werken eine eigene Sektion gewidmet.
Teile des Nachlasses und der Bibliothek Swassjans werden seit 2025  im Mesrop-Maschtoz-Institut für alte Manuskripte (Matenadaran) in Jerewan aufbewahrt.

### Würdigungen
„Zum Beispiel üben die Bücher von K. Swassjan immer einen großen Einfluss auf mich aus, besonders die Art, wie er über Mozart schreibt. Es scheint, als ob du keine Beschreibung von Musik liest, sondern schöne Literatur, aber du empfindest auch ein musikalisches Gefühl. Das ist genau die Art von Literatur über Musik, die keine schädlichen Auswirkungen hat. Es gibt noch andere Beispiele. Alles, was in Thomas Manns Dr. Faustus über Musik steht, macht stärksten Eindruck – zumindest hat es auf mich früher diesen Eindruck gemacht. Und das kann ich in keiner Weise über musikwissenschaftliche Beschreibungen sagen. Einige wunderbare Seiten gibt es bei [E. T. A.] Hoffmann, aber der war freilich auch Komponist.“

„Er war einer der stärksten philosophischen Köpfe unserer Zeit.“

„Für sowjetische akademische Verhältnisse war Swassjans Karriere nicht nur erfolgreich, sondern brillant. Er wurde als einer der Jüngsten in der Philosophie habilitiert – mit dreiunddreißig Jahren – und man erlaubte ihm, sich mit Themen zu befassen, die als nicht besonders erwünscht galten (aus der Warte des sowjetischen Marxismus also als Sackgassen). [...]
Heute erscheint es nahezu unmöglich, den Eindruck von Nietzsches Ankunft beim russischen Leser auch nur annähernd zutreffend zu beurteilen, die vor fast dreißig Jahren nach der langen Phase der sowjetischen Besinnungslosigkeit erfolgte. Jetzt ist Nietzsche bereits Teil der russischen Gegenwartskultur – mit allen Vor- und Nachteilen, die sich aus dieser Tatsache ergeben. Doch alles hatte mit der legendären, grundlegenden schwarzen Ausgabe in zwei Bänden begonnen, die Swassjan ediert hat. [...] Seine zweibändige Ausgabe sprengt bei Weitem den Rahmen der Übersetzungs-Geschichte und philosophiehistorischer Studien. Es ist kaum übertrieben zu sagen, dass sie Teil eines Kulturprogramms sui generis war. Deren nächster Teil war die erste vollständige Übersetzung des «Untergangs des Abendlandes», wiederum weitgehend als Autorenprojekt konzipiert, mit einem Vorwort, das bis heute einer der Schlüsseltexte über Spengler in russischer Sprache ist [...]. So legte Swassjan seine beiden philosophischen Projekte mit Blick auf die Geschichte des 20. Jahrhunderts an und konnte damit, anders als seine Vorgänger, berücksichtigen, wie sowohl Nietzsche als auch Spengler im Kontext der großen historischen Erschütterungen gelesen und wahrgenommen werden würden. Das Ergebnis war ein einzigartiges kulturelles Palimpsest.
Selbstverständlich ist jede Übersetzung eine Interpretation, und Swassjans Übersetzungen bilden hiervon keine Ausnahme. Aber das vielleicht Wichtigste an ihnen ist, dass sie nicht versuchten, die hervorragende Tradition der russischen vorrevolutionären Übersetzungen fortzusetzen, die 1917 unterbrochen wurde (und vielleicht nie wiederherzustellen sein wird), sondern etwas völlig Neues waren. Sie sind genau, ohne wortwörtlich zu sein, vermitteln dabei aber die schwer greifbare künstlerische Qualität der deutschen Texte-“

## Auszeichnungen
- 1993/94 Forschungspreisträger der Alexander-von-Humboldt-Stiftung in Bonn[8]
- 2009 Erster Preis im Essay-Wettbewerb des Instituts für Philosophie der Russischen Akademie der Wissenschaften[9]
- Silbermedaille des Instituts für Philosophie der Russischen Akademie der Wissenschaften „für seinen Beitrag zur Weiterentwicklung der Philosophie“[10]

## Werke (in deutscher Sprache)

### Monografien
- Unterwegs nach Damaskus. Zur geistigen Situation zwischen Ost und West. Urachhaus, Stuttgart 1993, ISBN 3-87838-967-1
- Das Abendmahl des Menschen. Zum hundertsten Geburtstag der „Philosophie der Freiheit“. Verlag am Goetheanum, Dornach 1993; 2. Aufl. Aarau 2021, ISBN 3-7235-0710-7
- Die Karl-Ballmer-Probe. Mit zwei Aufsätzen von Karl Ballmer. Edition LGC, Siegen/Sancey le Grand 1994, ISBN 3-930964-80-5
- Nietzsche – Versuch einer Gottwerdung. Zwei Variationen über ein Schicksal. Verlag am Goetheanum, Dornach 1994, ISBN 978-3-9525080-2-2
- Der Untergang eines Abendländers. Oswald Spengler und sein Requiem auf Europa. Heinrich, Berlin 1998, ISBN 3-932458-08-7
- Das Schicksal heisst: Goethe. Geering, Dornach 1999; 2. Aufl. Aarau 2022, ISBN 3-7235-1048-5
- Was ist Anthroposophie? Verlag am Goetheanum, Dornach 2001, ISBN 3-7235-1115-5
- Anthroposophische Heilpädagogik. Zur Geschichte eines Neuanfangs. Verlag am Goetheanum, Dornach 2004; 2. Aufl. Aarau 2020, ISBN 3-7235-1206-2
- Rudolf Steiner. Ein Kommender. Verlag am Goetheanum, Dornach 2005; 2. erg. Aufl. Dornach 2017, ISBN 3-7235-1259-3
- Aufgearbeitete Anthroposophie. Eine Geisterfahrt. Verlag am Goetheanum, Dornach 2007; 2. erw. Aufl. 2008, ISBN 978-3-7235-1324-8
- Zur Geschichte der Zukunft. Drei Essays. Verlag für Anthroposophie, Dornach 2010, ISBN 978-3-03769-019-2
- Geträumt oder gewollt? Zwölf Skizzen über die Schweiz. Verlag für Anthroposophie, Dornach 2014, ISBN 978-3-03769-050-5
- Aufbrüche und Widerstände. Verlag für Anthroposophie, Dornach 2014, ISBN 978-3-03769-047-5
- Geschichte der Philosophie in karmischer Perspektive: Ein Nachruf auf das Denken von Plato bis Stirner. Verlag für Anthroposophie, Dornach 2016, ISBN 978-3-906891-01-9
- Rudolf Steiner: Eine Einführung. EM Edition Morel, Dornach 2017; 2. Aufl. Aarau 2023, ISBN 978-3-906891-03-3
- Europa. Zwei Abgesänge. EM Edition Morel, Dornach 2018, ISBN 978-3-906891-04-0
- Andrej Belyj. Drei Essays. Edition Nadelöhr, Aarau 2019, ISBN 978-3-9525080-0-8
- Philosophische Postskripta. Edition Nadelöhr, Aarau 2020, ISBN 978-3-9525080-3-9
- Verschüttete Welt. Aufsätze – Studien – Essays. Edition Nadelöhr, Aarau 2021, ISBN 978-3-9525080-4-6
- Zwischen Gott und Affe. Schillers anthropozentrische Anthropologie. AQUINarte, Kassel 2015, ISBN 978-3-933332-91-2

### Herausgeberschaft
- Urphänomene. Denkschriften für Hinschauende (mit Georg Friedrich Schulz). Geering, Dornach 1994–1998:
  - Auftakt: Was wir wollen. Zeugnisse, 1994
  - Weltmacht Rudolf Steiner, 3 Bände, 1995
  - Die Zerstörung der Kultur, 2 Bände, 1996/98
- Max Stirner: Das unwahre Prinzip unserer Erziehung. Einleitung von Willy Storrer. Nachwort von Karen Swassjan. Geering, Dornach 1997, ISBN 3-7235-0983-5
- Karl Ballmer: Umrisse einer Christologie der Geisteswissenschaft. Texte und Briefe. Geering, Dornach 1999, ISBN 3-7235-1072-8
- Louis M. I. Werbeck: Die Gegner Rudolf Steiners und der Anthroposophie, durch sich selbst widerlegt. Forum für Geisteswissenschaft, Wallisellen 2003